# Mikołaj Mikiciuk

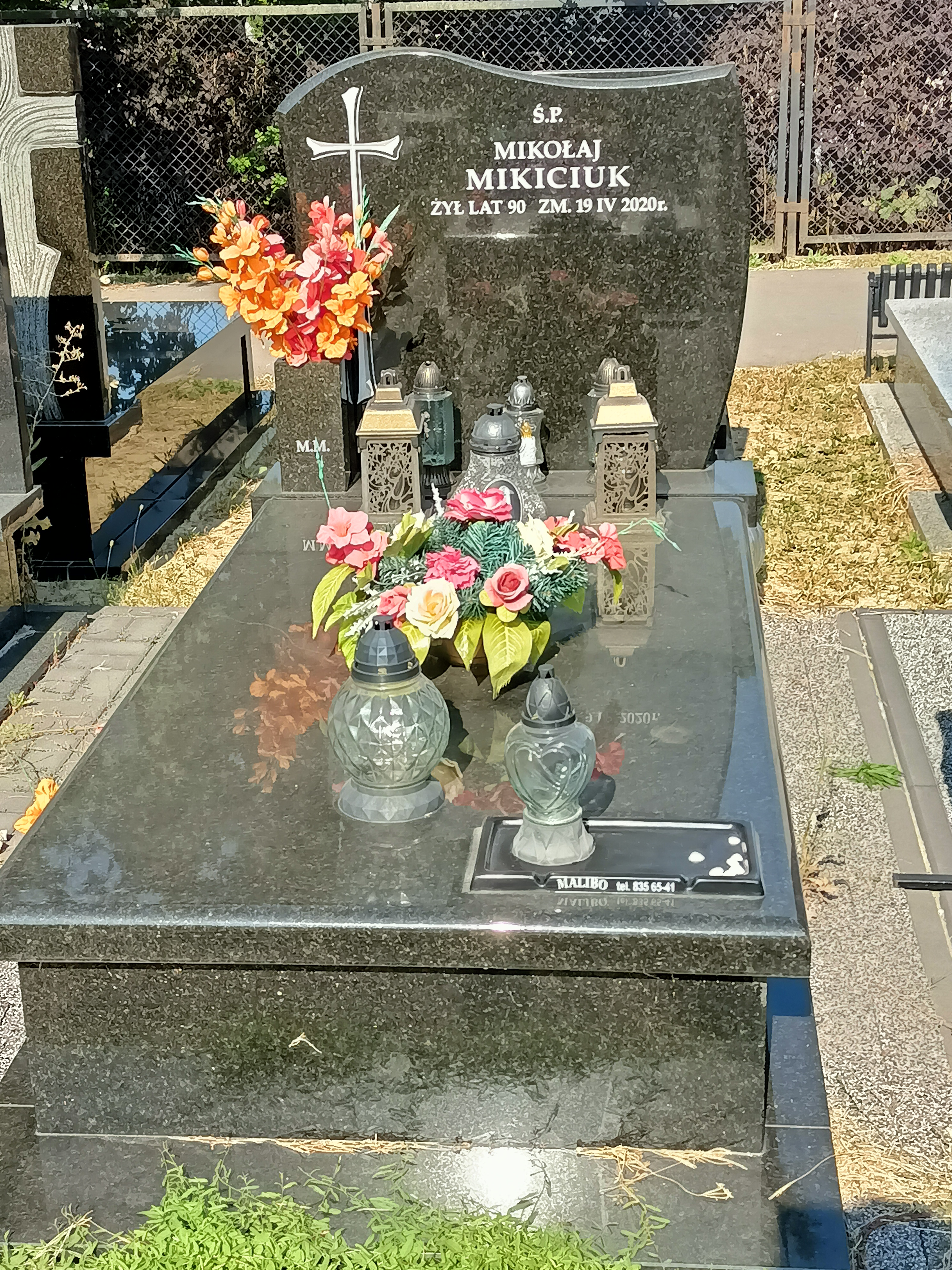
Grób Mikołaja Mikiciuka na Cmentarzu Komunalnym Północnym w Warszawie

Mikołaj Mikiciuk (ur. 20 kwietnia 1930, zm. 19 kwietnia 2020) – polski socjolog, doktor habilitowany nauk humanistycznych, profesor w Wyższej Szkole Pedagogicznej im. Janusza Korczaka w Warszawie, oficer w stopniu pułkownika, specjalność naukowa: socjologia rodziny.

## Życiorys
Uzyskał stopień naukowy doktora. W 1990 na podstawie dorobku naukowego oraz pracy pt. Rodzina wojskowa. Studium socjologiczne uzyskał w Wojskowej Akademii Politycznej im. Feliksa Dzierżyńskiego stopień naukowy doktora habilitowanego nauk humanistycznych (dyscyplina: socjologia, specjalność: socjologia).
Był profesorem w Wyższej Szkole Pedagogicznej im. Janusza Korczaka w Warszawie w Wydziale Nauk o Wychowaniu w Warszawie.
Zmarł 19 kwietnia 2020 w wieku 90 lat. 28 kwietnia 2020 został pochowany na Cmentarzu Komunalnym Północnym w Warszawie.